# Единбург (Техас)
Единбург (англ. Edinburg; ED-in-burg — ED-in-burg) — місто (англ. city) в США, адміністративний центр округу Ідальго штату Техас. Населення — 100 243 особи (2020), а в 2016 році орієнтовне населення становило 87 650. Є частиною мегаполісів МакАлен-Единбург й Рейноса — Макаллен.
У грудні 2012 року чиновники оголосили про об'єднання існуючого Техасько-Панамериканського університету в Единбурзі та Університету Техасу у Браунсвіллі в регіональний заклад. У грудні 2013 року його назвали Університетом Техаської долини Ріо-Гранде. Навчання у новому університети розпочалося восени 2015 року.
У Единбурзі також діє Ріо-Грандський біблійний інститут, що розташовано у районі коледжу Південного Техасу. Тут розташовано Музей південно-техаської історії. У місті розташовано Штаб-квартиру Ріо-Грандського сектора прикордонного патруля США за адресою 4400 Саут Експресвей 281, Единбург, Техас.

## Історія
Засновано у 1908 році як місто «Чейпін» на честь одного із забудовників. Адміністративний центр повіту Ідальго було перенесено в Единбург, бо первинне місце підтоплялося річкою Ріо-Гранде, а ще закон Техасу вимагає, щоб будівля суду знаходилася поблизу географічного центру округу. Коли Денніс Чапін виявився причетним до розстрілу Оскара Дж. Ріндрі у салоні «Дан Брін» у Сан-Антоніо, громада змінила ім'я на «Единбург», щоб вшанувати Джона Янга, видатного бізнесмена, який народився в Единбурзі, Шотландія. Місто було офіційно названо в 1911 році та зареєстровано в 1919 році.

## Географія
Единбург розташований за координатами 26°18′52″ пн. ш. 98°9′48″ зх. д. / 26.31444° пн. ш. 98.16333° зх. д. (26.314392, -98.163196). За даними Бюро перепису населення США в 2010 році місто мало площу 97,62 км², з яких 97,47 км² — суходіл та 0,16 км² — водойми. В 2017 році площа становила 106,39 км², з яких 106,24 км² — суходіл та 0,15 км² — водойми.
Единбург розташовано у південно-центральній частині повіту Ідальго ; на півдні межує з Фарром, на південному заході — Макалленом, найбільшим містом повіту. Маршрут 281 США (Міждержавний 69С) проходить через східну сторону Единбургу. США 281 веде на північ 166 км до Аліси й 369 км до Сан-Антоніо. До центру міста МакАллен — 16 км на південь та захід.

## Демографія

### Перепис 2010
Згідно з переписом 2010 року, у місті мешкало 77 100 осіб у 23 099 домогосподарствах у складі 17 600 родин. Густота населення становила 790 осіб/км². Було 25167 помешкань (258/км²).
Расовий склад населення:
| - 85,3 % — білих - 2,2 % — азійців - 1,6 % — чорних або афроамериканців - 0,4 % — корінних американців - 9,1 % — осіб інших рас |

До двох чи більше рас належало 1,5 %. Частка іспаномовних становила 88,2 % від усіх жителів.
За віковим діапазоном населення розподілялося таким чином: 31,0 % — особи молодші 18 років, 61,7 % — особи у віці 18—64 років, 7,3 % — особи у віці 65 років та старші. Медіана віку мешканця становила 28,0 року. На 100 осіб жіночої статі у місті припадало 98,9 чоловіків; на 100 жінок у віці від 18 років та старших — 96,9 чоловіків також старших 18 років.
Середній дохід на одне домашнє господарство становив 56 917 доларів США (медіана — 43 346), а середній дохід на одну сім'ю — 60 635 доларів (медіана — 48 044). Медіана доходів становила 37 325 доларів для чоловіків та 33 135 доларів для жінок. За межею бідності перебувало 27,7 % осіб, у тому числі 37,1 % дітей у віці до 18 років та 22,1 % осіб у віці 65 років та старших.
Цивільне працевлаштоване населення становило 34 829 осіб. Основні галузі зайнятості: освіта, охорона здоров'я та соціальна допомога — 36,5 %, роздрібна торгівля — 12,2 %, науковці, спеціалісти, менеджери — 8,8 %, мистецтво, розваги та відпочинок — 8,5 %.

### Перепис 2000
За даними перепису населення 2000 року, в місті проживало 48 465 осіб, було 14 183 домогосподарства та 11 417 сімей. Густота населення становила 500,7 / км². Було 16,031 житлових одиниць із середньою щільністю 165,6 / км². Расовий склад міста становив: 73,32 % білих, 0,58 % афроамериканців, 0,47 % корінних американців, 0,65 % азійських, 0,04 % тихоокеанських острівців, 22,67 % від інших рас і 2,27 % від двох і більше рас. Латиноамериканці або латиноамериканці будь-якої раси складали 88,68 % населення. Близько 95 % тих, хто обрав «іншу расу», були латиноамериканцями.

## Спорт
З 2016 року в місті є футбольний клуб Ріо-Гренде-Валлі (колишній «Торос ФК») в Об'єднаній футбольній лізі, який грає в парку HEB.
У 2013 році місто Единбург та Единбурзька корпорація економічного розвитку оголосили про будівництва баскетбольної арени для чемпіонів Ліги розвитку НБА, Ріо-Гранде Валлі Вайперс, стануть орендарями. Баскетбольна арена Берт Огден Арена була відкрита у серпні 2018 року, і є домом для Ріо-Гранде-Валлі, що грає у НБА G лізі. Місткість стадіону становить 7 688 осіб для баскетбольних ігор й 9 000, — для концертів. Вартість будівництва склала 88 мільйонів доларів.
Бейсбольний стадіон UTRGV, відомий як Единбурзький стадіон, що відкрився у 2001 році. Місткість стадіону — 4000 осіб. Він був домом для «Единбург Роадраннерс» з 2001 по 2013 рік. «Единбург Роадраннерс» були членом Об'єднаної ліги Бейсболу 2006 по 2010 рік та Північноамериканської ліги з 2011 по 2012 рік. 2014 року місто Единбург віддало стадіон Системі університетів Техасу.
HEB Парк — це футбольний стадіон на 9 700 місць для футбольної команди Ріо-Гранде-Валлі (ФК Торос) з Об'єднаної футбольної ліги. Будівництво стадіону було завершено у 2016 році та офіційно відкрито 22 березня 2017 року.

## Пам'ятки природи
Единбурзькі мальовничі плавні — одне з дев'яти місць Всесвітнього пташиного центру, місцевого природного середовища притулку для диких птахів.

## Перевезення
Проєкт вулиці Макінтайр містить у собі станцію автобусних перевезень для обласного транзитної служби «Валлі-Метро».

### Шосе
- посилання= Державне шосе 107
- посилання= Державне шосе 336
- посилання= Маршрут США 281
- посилання= Міждержавна 69С

### Аеропорти
Поблизу Единбургу є два основних комерційні аеропорти: Міжнародний аеропорт Мак-Аллен Міллер (MFE) в Мак-Аллені, за 20 хвилин від Единбургу, та Міжнародний аеропорт Валлі (HRL) у Харлінгені, за 40 хвилин від Единбургу. Південно-техаський міжнародний аеропорт в Единбурзі (KEBG) є громадським аеропортом, що належить місту Единбург.

### Місцеві газети
- Зе Монітор
- Валлі морніг стар
- Ріо-Гранде гардіан